# Marcus Collin (ishockeyspelare)
Marcus Collin, född 25 juni 1998, är en svensk före detta professionell ishockeyspelare (forward) som spelar för Huddinge IK i Hockeyettan. Hans moderklubb är Brooklyn Tigers.
Collin debuterade i Svenska Hockeyligan säsongen 2016/17.